# メインページ (リンク版)
ようこそ
ウィキペディア - ウィキペディア日本語版 - 百科事典目次
検索資料・ポータル・カテゴリ
秀逸ピックアップ - 他の秀逸記事/つまみ読み/選考
新しい記事 - 投票/新着
新しい画像 - 投票/新着
今日は何の日 - こよみ - 季節の話題
季節の画像 - 投票
ガイド
閲覧方法 - 参加方法 - 引用方法
ヘルプ - FAQ
ウィキペディアに関するお問い合わせ先
プレスルーム
お知らせ
コミュニティ・ポータル
井戸端 (告知) - 井戸端
記事とは
アクセス統計 - 日本語版の統計
For non-Japanese-speakers - Main Page for Japanese-learners
方針
五本の柱
著作権の扱い
免責事項
ウィキメディア

ウィキメディアのプロジェクト
色々なメインページ形式 - 携帯版メインページ